# Кочемасов, Вячеслав Иванович
Вячесла́в Ива́нович Кочема́сов (18 сентября 1918, село Гагино, Нижегородская губерния — 25 августа 1998, Москва) — советский государственный и партийный деятель, дипломат. Чрезвычайный и полномочный посол.

## Биография
Член ВКП(б) (1942), русский. Окончил Горьковский институт инженеров водного транспорта (1941, без защиты дипломной работы).
- В 1941—1942 годах — секретарь комитета ВЛКСМ Горьковского института инженеров водного транспорта.
- В 1942—1943 годах — 1-й секретарь Свердловского районного комитета ВЛКСМ (Горький).
- В 1943—1946 годах — секретарь, 2-й секретарь Горьковского областного комитета ВЛКСМ.
- В 1946—1948 годах — 1-й секретарь Горьковского областного комитета ВЛКСМ.
- В 1948—1949 годах — заместитель председателя Антифашистского комитета советской молодёжи.
- В 1949—1954 годах — председатель Антифашистского комитета советской молодёжи.
- В 1949—1955 годах — секретарь ЦК ВЛКСМ.
- В 1955—1958 годах — советник посольства СССР в ГДР.
- В 1958—1960 годах — советник-посланник посольства СССР в ГДР.
- В 1960—1961 годах — заместитель заведующего отделом МИД СССР.
- В 1961—1962 годах — заместитель председателя Государственного комитета СМ СССР по культурным связям с зарубежными странами.
- В 1962 году — 1-й заместитель председателя Государственного комитета СМ СССР по культурным связям с зарубежными странами.
- В 1962—1983 годах — заместитель председателя СМ РСФСР.
- В 1966—1983 годах — председатель Президиума Центрального совета Всероссийского общества охраны памятников истории и культуры (ВООПИиК).
- С 12 июня 1983 по 1 июня 1990 года — чрезвычайный и полномочный посол СССР в ГДР.
- С 1990 года — на пенсии.

Кандидат в члены ЦК КПСС (1966—1983), член ЦК КПСС (1983—1990).
Жена, Зинаида Николаевна Кочемасова (1921—2008) — советский учёный-микробиолог, доктор медицинских наук (1982), профессор (1971). Лауреат Государственной премии СССР (1981).
Похоронен на Троекуровском кладбище Москвы.

## Награды
- 2 ордена Ленина (2 декабря 1966; 15 сентября 1978)
- 2 ордена Трудового Красного Знамени (28 октября 1948; 17 сентября 1968)
- медали